# 찬드라 탈파드 모한티
찬드라 탈파드 모한티(Chandra Talpade Mohanty, 1955년 ~ )는 인도계 미국 포스트식민 여성주의 및 초국가적 여성주의 이론가이다. 2013년 현재 미국 뉴욕 시러큐스 대학교에서 여성학, 사회학, 교육문화 교수 및 여성학과 학과장, 인문대 학장으로 재직하고 있다.
1955년 인도 뭄바이에서 태어났다. 인도에서 태어났으나 나이지리아와 런던에서도 생애를 보냈다. 2005년 미국 시민권을 취득하였다.
1974년 델리 대학교에서 영문학 학사 학위를 받고 졸업했고 1976년 영문학 석사 학위를 받았다. 이후 일리노이 대학교에 진학하여 1980년 영어교육학 석사 학위를 받았다. 일리노이에서 연구를 계속하여 1987년 철학박사 학위를 받았다.

## 같이 보기
- 포스트식민주의
- 포스트식민 여성주의
- 가야트리 차크라보르티 스피박